# Nikolai Samuilowitsch Abelman

Grabstein mit Abbildung Abelmans auf dem Nowodewitschi-Friedhof in Moskau

Nikolai Samuilowitsch Abelman (russisch Николай Самуилович Абельман, Transliteration Nikolay Samuilovič Abelman; * 7. Februarjul. / 19. Februar 1887greg.; † 7. Juli 1918 in Moskau) war ein russischer Revolutionär und Teilnehmer an der Oktoberrevolution.

## Leben
Der Ingenieur Abelman schloss sich im März 1917 der Sozialdemokratischen Arbeiterpartei Russlands (SDAPR) an. Seit Mai 1917 war er Vorsitzender des SDAPR-Komitees der Stadt Kowrow. Nach der Oktoberrevolution war er Vorsitzender des Revolutionären Militärkomitees in Kowrow und seit Januar 1918 Vorsitzender des Kowrower Sowjets. Im Juli 1918 war er Delegierter des V. Allrussischen Sowjetkongresses. Auf diesem Sowjetkongress erlebten die Linken Sozialrevolutionäre eine Niederlage und begannen am 6. und 7. Juli in Moskau einen Aufstand. Sie besetzten die Dreiheiligkeitsgasse sowie die Kaserne am Pokrowski-Tor und begannen von dort aus den Kreml mit Artilleriefeuer zu belegen. Abelman beteiligte sich an der Niederschlagung des Aufstandes der Linken Sozialrevolutionäre und fiel im Kampf in der Nähe des Pokrowski-Tors (dem heutigen Abelman-Tor) in Moskau.

## Ehrungen
Nach Abelman sind in Moskau eine Straße sowie der Platz des Abelman-Tors benannt.